# Гракл великохвостий
Гракл великохвостий (Quiscalus mexicanus) — вид горобцеподібних птахів родини трупіалових (Icteridae).

## Поширення
Вид поширений на заході США, у Мексиці, Центральній Америці, та вздовж морського узбережжя північно-західної Венесуели та західної Колумбії та Еквадору. Мешкає на пасовищах, водно-болотних угіддях та мангрові заростях і чагарниках чапараль.

## Опис
Птахи середнього розміру (розміром з сороку) завдовжки 38 см — 46 см. Самці важать 203—265 г, а самиці — 115—142 г. Обидві статі мають характерний довгий хвіст. Самці мають райдужне чорне забарвлення з фіолетово-блакитним блиском на пір'ї голови та верхньої частини тіла, тоді як самиці коричневі з темнішими крилами та хвостом. Дорослі птахи мають яскраво-жовті очі, а молоді — карі очі та коричневе оперення. Відмінною рисою виду, очевиднішою у самців, є довгий хвіст у формі кіля, який тварини можуть скласти вертикально, вирівнявши дві половини.